# Urojaini (Kuban)
|  | Per a altres significats, vegeu «Urojaini». |

Urojaini - Урожайный (rus) és un possiólok, un poble, del krai de Krasnodar, a Rússia. Es troba a 17 km a l'oest de Gulkévitxi i a 121 km a l'est de Krasnodar, la capital.
Pertany al municipi de Kuban.